# Pilota d'Or 1973
L'edició de 1973 de la Pilota d'Or, 18a edició del premi futbolític creat per la revista francesa France Football, va ser guanyada pel neerlandès Johan Cruyff, jugador de l'Ajax d'Àmsterdam i del FC Barcelona.
El jurat estava format per 24 periodistes especialitzats, de cadascuna de les següents associacions membres de la UEFA: Alemanya Occidental, Alemanya Oriental, Anglaterra, Àustria, Bèlgica, Bulgària, Dinamarca, Espanya, Finlàndia, França, Grècia, Hongria. Irlanda, Itàlia, Iugoslàvia, Luxemburg, Països Baixos, Polònia, Portugal, Txecoslovàquia, Romania, Suècia, Suïssa i Turquia.
El resultat de la votació va ser publicat al número 1.447 de France Football, el 25 de desembre de 1973.
Amb aquest resultat, Cruyff es convertí en el segon jugador que aconseguia dues Pilotes d'Or

## Sistema de votació
Cadascun dels membres del jurat elegí els que, a judici seu, eren els cinc millors futbolistes europeus. El jugador escollit en primer lloc rebia cinc punts, l'elegit en segon lloc en rebia quatre, i així successivament.
D'aquesta manera es repartiren 360 punts, sent 120 el màxim nombre de punts que podia obtenir cada jugador (en cas que cadascun dels 24 membres del jurat li assignés 5 punts).

## Qualificació final
| Classificació | Jugador              | Equip                                           | Vots | Vots | Vots | Vots | Vots | Vots  | Punts |
| Classificació | Jugador              | Equip                                           | 1r   | 2n   | 3r   | 4t   | 5è   | Total | Punts |
| ------------- | -------------------- | ----------------------------------------------- | ---- | ---- | ---- | ---- | ---- | ----- | ----- |
| 1r            | Johan Cruyff         | AFC Ajax / FC Barcelona                         | 15   | 2    | 3    | 2    |      | 22    | 96    |
| 2n            | Dino Zoff            | Juventus FC                                     | 3    | 3    | 5    | 1    | 3    | 15    | 47    |
| 3r            | Gerd Müller          | FC Bayern de Múnic                              | 2    | 5    | 2    | 3    | 2    | 14    | 44    |
| 4t            | Franz Beckenbauer    | FC Bayern de Múnic                              | 2    | 3    | 2    |      | 2    | 9     | 30    |
| 5è            | Billy Bremner        | Leeds United                                    |      | 2    | 3    | 2    | 1    | 8     | 22    |
| 6è            | Kazimierz Deyna      | Legia Varsòvia                                  |      | 3    |      | 2    |      | 5     | 16    |
| 7è            | Eusébio              | SL Benfica                                      |      | 2    | 1    | 1    | 1    | 5     | 14    |
| 8è            | Gianni Rivera        | AC Milan                                        |      | 1    | 2    | 1    |      | 4     | 12    |
| 9è            | Gunter Netzer        | Borussia Mönchengladbach / Reial Madrid CF      | 1    | 1    |      | 1    |      | 3     | 11    |
|               | Ralf Edström         | Åtvidabergs FF / PSV Eindhoven                  |      |      | 2    | 2    | 1    | 5     | 11    |
| 11è           | Uli Hoeneß           | FC Bayern de Múnic                              |      | 1    | 1    |      | 1    | 3     | 8     |
| 12è           | Giacinto Facchetti   | FC Internazionale Milano                        | 1    |      |      |      | 2    | 3     | 7     |
|               | Khristo Bónev        | Lokomotiv Plovdiv                               |      | 1    |      | 1    | 1    | 3     | 7     |
| 14è           | Juan Manuel Asensi   | FC Barcelona                                    |      |      | 1    | 1    |      | 2     | 5     |
|               | Sandro Mazzola       | FC Internazionale Milano                        |      |      |      | 2    | 1    | 3     | 5     |
|               | Jan Tomaszewski      | ŁKS Łódź                                        |      |      |      | 1    | 3    | 4     | 5     |
| 17è           | Włodzimierz Lubański | Górnik Zabrze                                   |      |      | 1    |      | 1    | 2     | 4     |
| 18è           | Wolfgang Overath     | 1. FC Köln                                      |      |      | 1    |      |      | 1     | 3     |
| 19è           | Barry Hulshoff       | AFC Ajax                                        |      |      |      | 1    |      | 1     | 2     |
|               | Hans-Jürgen Kreische | Dynamo Dresden                                  |      |      |      | 1    |      | 1     | 2     |
|               | Bobby Moore          | West Ham United FC                              |      |      |      | 1    |      | 1     | 2     |
|               | Roland Sandberg      | Åtvidabergs FF / 1. Fußball-Club Kaiserslautern |      |      |      | 1    |      | 1     | 2     |
| 23è           | Vladislav Bogićević  | Estel Roig de Belgrad                           |      |      |      |      | 1    | 1     | 1     |
|               | Dragan Džajić        | Estel Roig de Belgrad                           |      |      |      |      | 1    | 1     | 1     |
|               | Pat Jennings         | Tottenham Hotspur FC                            |      |      |      |      | 1    | 1     | 1     |
|               | Denis Law            | Manchester City FC                              |      |      |      |      | 1    | 1     | 1     |
|               | Ivo Viktor           | Dukla Praga                                     |      |      |      |      | 1    | 1     | 1     |